# Serrastretta
Serrastretta est une commune de la province de Catanzaro dans la Calabre en Italie.

## Histoire
Le bourg de Serrastretta est fondé au XIIIe siècle par cinq familles originaires du village, plus au nord, de Scigliano : les Fazio, les Mancuso, les Talarico, les Bruni et les Scalise. Le nom de Serrastretta lui est donné par les habitants de la ville voisine de Taverna du fait que le bourg est serré (stretto) entre deux montagnes (appelées les Serre).
Serrastretta est initialement un fief de la famille Caracciolo avant de devenir, en 1609, une propriété de la famille D'Aquino.

## Géographie
Serrastretta est située sur les flancs sud de la chaîne de montagnes de la Sila (à proximité du Parc national de la Sila). Le bourg domine la vallée du fleuve Amato (parfois aussi appelé Lamato, de sa forme ancienne). Le relief montagneux du territoire communal lui permet d'avoir une altitude de 840 mètres en moyenne (avec un pic à 1 198 mètres et, au plus bas dans le hameau de Nocelle, un minimum à seulement 100 mètres d'altitude).
Le territoire de la commune est divisé en plusieurs hameaux et lieux-dits. Dans la partie supérieure, à flanc de montagne, on retrouve ainsi le bourg même de Serrastretta ainsi que les hameaux de Angoli et Viterale tandis que, dans la partie inférieure, sont situés les hameaux de Nocelle, Cancello (comptant 800 habitants ce qui représente ¼ de la population de la commune), Salice, Migliuso et San Michele.

## Personnalités
- Dalida (de son vrai nom Iolanda Gigliotti), chanteuse et actrice française et égyptienne-italienne : née à Shubra au Caire de Pietro Gigliotti et Filomena d'Alba, ses deux parents étaient fils et filles d'immigrés originaires de Serrastretta[2],[3].
- Claude François, chanteur français également né en Égypte : sa mère Lucia Mazzei était originaire de Serrastretta[4]. Giuseppe Mazzei et Rachele Guzzo, ses ancêtres, sont nés à Miglierina.

## Administration
| Période                                  | Période  | Identité              | Étiquette | Qualité |
| ---------------------------------------- | -------- | --------------------- | --------- | ------- |
| 17 mai 2011                              | En cours | Felice Maria Molinaro |           |         |
| Les données manquantes sont à compléter. |          |                       |           |         |

### Hameaux
Accaria, Angoli, Migliuso, Cancello, Nocelle, Viterale, Forestella, Polidonti

### Communes limitrophes
Amato, Decollatura, Feroleto Antico, Lamezia Terme, Miglierina, Pianopoli, Platania, San Pietro Apostolo